# Hydrobiosella cerula
Hydrobiosella cerula is een schietmot uit de familie Philopotamidae. De soort komt voor in het Australaziatisch gebied.